# 바르징 SC
바르징 SC(포르투갈어: varzim sport club)는 1915년에 창단된 포르투갈에 있는 포보아드바르징을 연고로 한 축구팀이다. 2018년 현재 포르투갈 축구2부리그인 레드먼리가프로소속이다.
파비우 코엔트랑, 안드레 안드레, 브루누 아우베스, 엘데르 포스티가를 배출한 역사가 깊은 구단 이기도 하다.

## 선수 명단

### 현역
참고: FIFA 자격 규정에 따라 소속된 국가대표팀 국기를 표시합니다. 선수는 복수의 FIFA 비회원국 국적을 가지고 있을 수 있습니다.
| 번호 | 포지션 | 국적       | 이름     |
| ---- | ------ | ---------- | -------- |
| 9    | FW     | 기니비사우 | 이바닐도 |
| 25   | MF     |            | 툴리오   |

| 번호 | 포지션 | 국적       | 이름              |
| ---- | ------ | ---------- | ----------------- |
| 51   | GK     | 세네갈     | 무하메드 음바예   |
| 99   | FW     | 나이지리아 | 모루프딘 모스후드 |

## 역대 감독
| 감독              | 임기        |
| ----------------- | ----------- |
| 조세 코스타       | 2001 ~ 2003 |
| 디아만티누 미란다 | 2007        |

틀:바르징 SC 선수 명단